# Dagoberto Gilb
Dagoberto Gilb (Los Angeles, 1950) è uno scrittore statunitense.

## Biografia
Nato a Los Angeles da madre messicana e padre d'origine tedesca, ha compiuto gli studi all'Università della California, Santa Barbara laureandosi in filosofia e studi religiosi.
Ha lavorato per 16 anni come falegname ed è autore di 2 romanzi e 4 raccolte di racconti nei quali i protagonisti sono spesso messicano-statunitensi appartenenti alla classe operaia.

## Opere

### Romanzi
- L'ultimo domicilio conosciuto di Mickey Acuña (The Last Known Residence of Mickey Acuna, 1994), Milano, Baldini & Castoldi, 2002, traduzione di Andrea Borsato ISBN 88-8490-218-5.
- The Flowers (2008)

### Raccolte di racconti
- Winners on the Pass Line and Other Stories (1985)
- The Magic of Blood (1993)
- Woodcuts of Women (2001)
- Before the End, After the Beginning (2011)

### Saggi
- Gritos (2003)
- Mexican American Literature: A Portable Anthology con Ricardo Angel Gilb (2015)

### Curatele
- Hecho En Tejas (2006)

## Premi e riconoscimenti

### Vincitore
Premio Whiting
- 1993 vincitore nella categoria "Narrativa"[5]

Premio PEN/Hemingway
- 1994 vincitore con The Magic of Blood[6]

Guggenheim Fellowship
- 1995[7]

### Finalista
Premio PEN/Faulkner per la narrativa
- 1994 finalista con The Magic of Blood[8]

National Book Critics Circle Award
- 2003 finalista nella sezione "Critica" con Gritos[9]